# 哥倫比亞魣脂鯉
哥倫比亞魣脂鯉（学名：Ctenolucius beani）為輻鰭魚綱脂鯉目脂鯉亞目魣脂鯉科的其一種，分布於巴拿馬至哥倫比亞東北部淡水流域，體長可達28.6公分，棲息在底中層水域，生活習性不明。